# F-1N-60
F-1N-60 – polski, odłamkowy granat nasadkowy.
Granat został opracowany na podstawie projektu Stanisława Monarskiego. Granaty F-1N-60 są miotane przy pomocy kbkg wz. 1960 i kbkg wz. 1960/72. Granat ma prostą konstrukcję, powstał przez wyposażenie granatu obronnego F-1 w zapalnik bezwładnościowy i tuleję umożliwiającą osadzenie na lufie kbkg. Granaty F-1N-60 z powodu dużego zasięgu maksymalnego odłamków były niebezpieczne dla obsług granatników i zostały zastąpione przez granaty nasadkowe KGN.